# Carl Charlier
Pour les articles homonymes, voir Charlier.
Carl Vilhelm Ludwig Charlier (Östersund, 1er avril 1862 – Lund, 5 novembre 1934) était un astronome suédois.

## Biographie
Charlier est né à Östersund. Il obtint son Ph.D. à l'université d'Uppsala en 1887, y travailla ensuite puis à l'observatoire de Stockholm et fut professeur d'astronomie et directeur de l'observatoire de l'université de Lund à partir de 1897.
Il traduisit les Principia Mathematica d'Isaac Newton en suédois.
Il fit des études statistiques poussées des étoiles de notre Galaxie, de leurs positions et mouvements, et essaya de développer un modèle de la Galaxie basé sur ces études.

## Publications
- Carl Ludwig Charlier, Die Mechanik des Himmels, 1902-1907, Leipzig : Veit, (2 volumes) (2e édition en 1927)

## Distinctions honorifiques
Récompenses
- Médaille James-Craig-Watson (1924)
- Médaille Bruce (1933)

Hommage
- Cratère Charlier sur la Lune
- Cratère Charlier sur Mars
- Astéroïde (8677) Charlier

### Notice nécrologique
- (en) MNRAS 95 (1935) 339